# Phoenicurus erythronotus
Phoenicurus erythronotus là một loài chim trong họ Muscicapidae.